# Faye Emerson

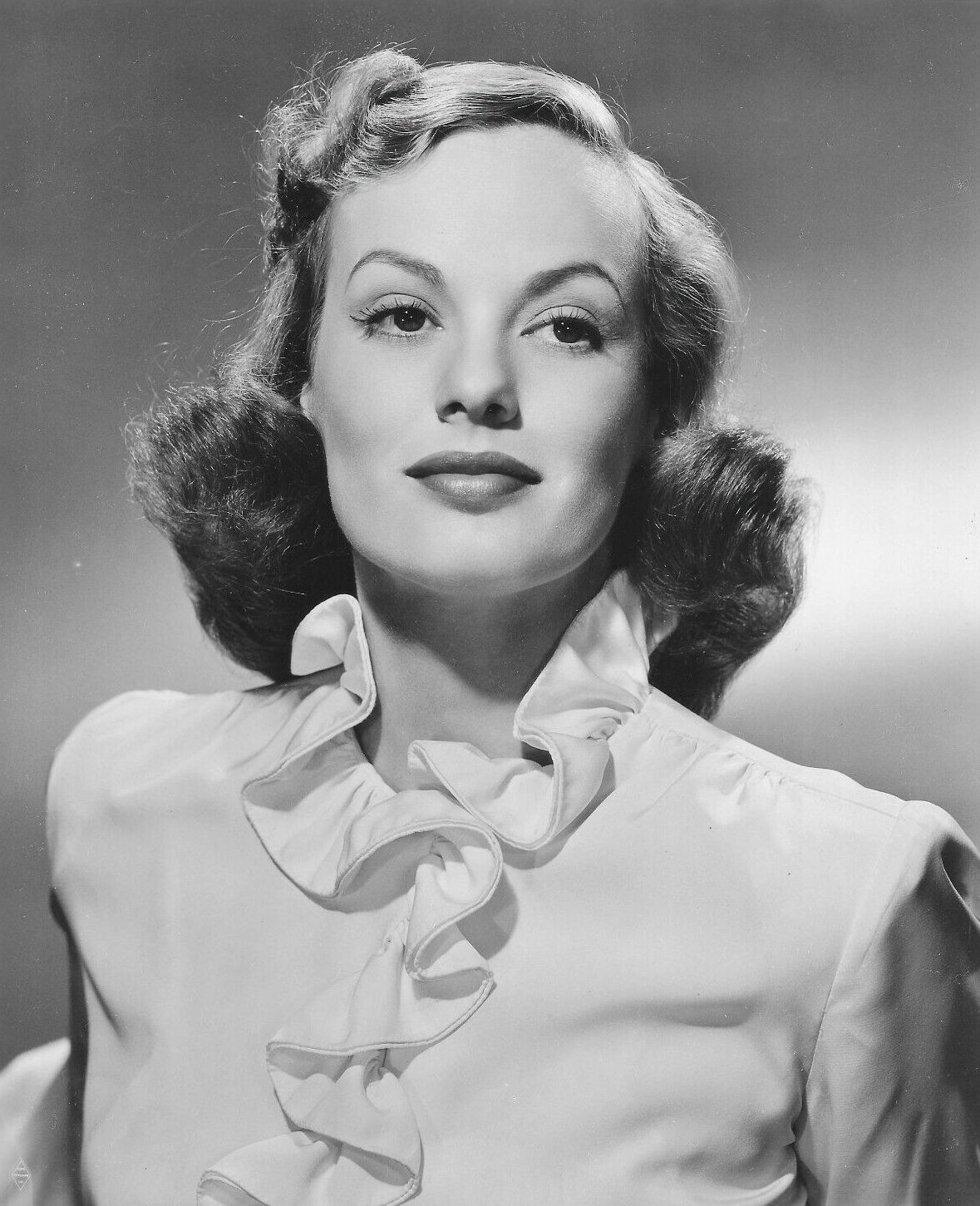
Faye Emerson.

Faye Emerson, född 8 juli 1917 i Elizabeth, Louisiana, död 9 mars 1983 i Spanien, var en amerikansk skådespelare och TV-programledare. På 1940-talet gjorde hon ett flertal filmroller, men började med TV i slutet av decenniet. Hennes framgångsrikaste program var The Faye Emerson Show som sändes 1950. Hon medverkade även i panelen till showprogrammet I've Got a Secret under 1950-talet.
För sina insatser inom film och television har hon stjärnor på Hollywood Walk of Fame vid adresserna 6689 Hollywood Blvd (TV) och 6529 Hollywood Blvd. (film).

## Filmografi
- 1942 – Vägarnas folk gör revolt
- 1943 – Karriär på Broadway
- 1943 – Spionage i Tokyo
- 1944 – Storsvindlaren Dimitrios
- 1944 – Till främmande hamn
- 1944 – Han föll med ära
- 1945 – På farliga vägar
- 1946 – Brottsling gör revolt